# نبرد چانگشا (۱۹۴۲)
نبرد چانگشا (انگلیسی: Battle of Changsha) سومین تهاجم امپراتوری ژاپن بود که از ۲۴ دسامبر ۱۹۴۱ تا ۱۵ ژانویه ۱۹۴۲ به چانگشا انجام شد. این حمله در پی جنگ اقیانوس آرام بود که بین نیروهای محور مانند امپراتوری ژاپن و نیروهای متفقین صورت گرفت.
این حمله در ابتدا برای جلوگیری از تقویت نیروهای چینی توسط نیروی متفقین شامل کشورهای مشترک‌المنافع بریتانیا که در هنگ کنگ درگیر بودند انجام شده بود. با این حال، با تسلیم شدن هنگ کنگ در ۲۵ دسامبر، تصمیم گرفته شد تا این حمله به چانگشا صورت گیرد تا یک ضربه جدی به کومینتانگ وارد شود.
این حمله منجر به شکست ژاپنی‌ها شد، زیرا نیروهای چینی توانستند آنها را به تله انداخته و محاصره کنند. پس از تحمل تلفات سنگینی، نیروهای ژاپنی مجبور به عقب‌نشینی شدند.